# Айна Кешей
Айна Кешей (угор. Ajna Késely, 10 вересня 2001) — угорська плавчиня.
Учасниця Олімпійських Ігор 2016 року.
Чемпіонка Європи з водних видів спорту 2016 року, призерка 2018 року.
Призерка Чемпіонату Європи з плавання на короткій воді 2019 року.